# استین‌ویکرولد
استین‌ویکرولد (به هلندی: Steenwijkerwold) یک منطقهٔ مسکونی در هلند است که در استین‌ویکرلاند واقع شده‌است. استین‌ویکرولد ۱٬۸۹۹ نفر جمعیت دارد.